# مانويل سافيدرا
مانويل سافيدرا (بالإسبانية: Manuel Saavedra) هو لاعب كرة قدم تشيلي، ولد في 1941 في لوس آنديس في تشيلي، وتوفي في 26 أغسطس 2011. لعب مع يونيون لا كاليرا.

## وصلات خارجية
- مانويل سافيدرا على موقع قاعدة بيانات كرة القدم.إي يو (الإنجليزية)
- مانويل سافيدرا على موقع ناشيونال فوتبول تيمز (الإنجليزية)
- مانويل سافيدرا على موقع عالم كرة القدم.نت (الإنجليزية)